# Burni Atuputih
Burni Atuputih är ett berg i Indonesien.   Det ligger i provinsen Sumatera Utara, i den västra delen av landet, 1 500 km nordväst om huvudstaden Jakarta. Toppen på Burni Atuputih är 1 570 meter över havet.
Terrängen runt Burni Atuputih är huvudsakligen kuperad, men åt sydväst är den bergig. Runt Burni Atuputih är det glesbefolkat, med 13 invånare per kvadratkilometer. I omgivningarna runt Burni Atuputih växer i huvudsak städsegrön lövskog.